# غوردون براون
غوردون براون (بالإنجليزية: Gordon Brown)‏ (4 فبراير 1932 بدنفيرملين في المملكة المتحدة - 1 يناير 1999) هو لاعب كرة قدم بريطاني في مركز جناح ‏. لعب مع بلاكبيرن روفرز ونادي غيلينغهام ونيوبورت كونتي وأشفورد يونايتد ‏ وSittingbourne F.C. ‏.